# میهران هاروتیونیان
میهران هاروتیونیان (ارمنی: Միհրան Հարությունյան؛ زادهٔ ۲۵ مارس ۱۹۸۹) یک کشتی‌گیر اهل ارمنستان است.

## المپیک ۲۰۱۶ ریو
هاروتیونیان در سال ۲۰۱۶ میلادی در المپیک ریو در وزن ۶۶ کیلو حاضر بود که احمد صالح از مصر، هان‌سو ریو از کره‌جنوبی و رسول چونایف از آذربایجان را شکست داد و به مرحله فینال رسید. در مرحله نهایی از دوور اشتفانک صربستانی شکست خورد و به مدال نقره رسید.

## زندگی خصوصی
وی ازدواج کرده است و یک دختر به نام مونیکا دارد.

## جوایز
- شهروند افتخاری ایروان (۲۰۱۶)